# ISO-szabványlista

Ez az ISO-szabványok listájának rövid kivonata.

## ISO 1 - ISO 999
- ISO 1 referenciahőmérséklet a geometriai mérésekhez
- ISO 9 latin és cirill betűk átírása

## ISO 1000 - ISO 8999
- ISO 1000 SI-mértékegységI
- ISO 1007 135 formátumú fényképészeti film
- ISO 3166 a nemzetek és felosztásuk kódjai

## ISO 9000 - ISO 9999
- ISO 9000:2015 Minőségirányítási rendszerek - Alapismeretek és szókincs
- ISO 9001:2015 Minőségirányítási rendszerek - Követelménye

## ISO 10000 - ISO 19999
- ISO 13485:2016 Orvosi eszközök. Minőségirányítási rendszerek. Szabályozási célú követelmények
- ISO 14001:2015 Környezetirányítási rendszerek - Követelmények és útmutatások a használathoz

## ISO 20000 - ISO 29000
- ISO 20671:2019 Márkaértékelés - alapelvek és alapismeretek
- ISO 20700:2017 Iránymutatások vezetői tanácsadási szolgáltatásokhoz

## ISO 30000 - ISO 49999
- ISO 31000:2018 Kockázatkezelés - Iránymutatások
- ISO 45001:2018 Munkahelyi egészségvédelmi és biztonsági irányítási rendszerek - Követelmények és útmutatások a használat

## ISO 50000 - ISO 99999
- ISO 50001:2018 Energiagazdálkodási rendszerek - A használatra vonatkozó követelmények és irányelvek
- ISO 55001:2014 Vagyonkezelés - áttekintés, alapelvek és terminológia